# Chiesa di Nostra Signora (Digione)
La chiesa di Nostra Signora (in francese église Notre-Dame) è un edificio storico-religioso e uno dei simboli della città di Digione, nella regione della Borgogna, in Francia.
Presenta un'insolita facciata rettangolare a portico e logge ed è considerata come un capolavoro dell'architettura gotica, secondo lo stile borgognone.
È classificata come monumento storico di Francia dal 1840 e dal 4 luglio del 2015, insieme al centro storico cittadino, è inserita nella lista dei patrimoni dell'umanità promossa dall'UNESCO.

## Storia e descrizione

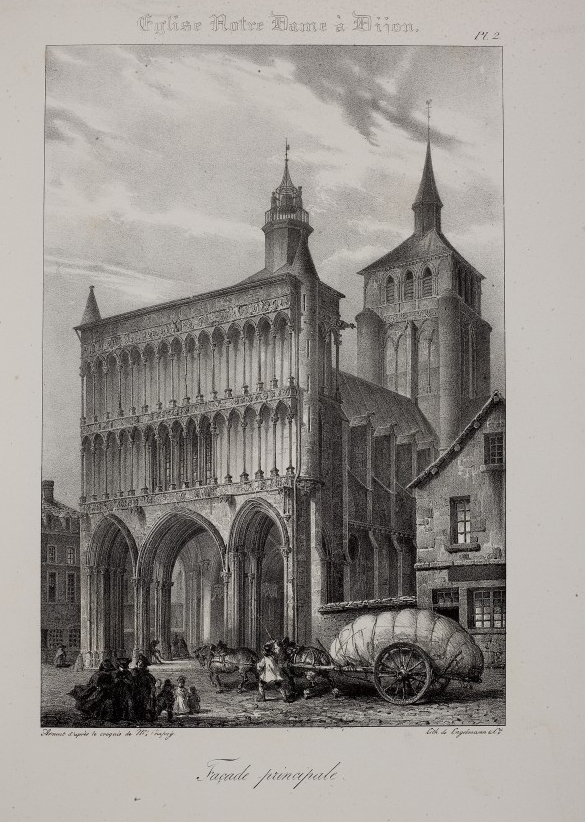
L'edificio nel 1829.

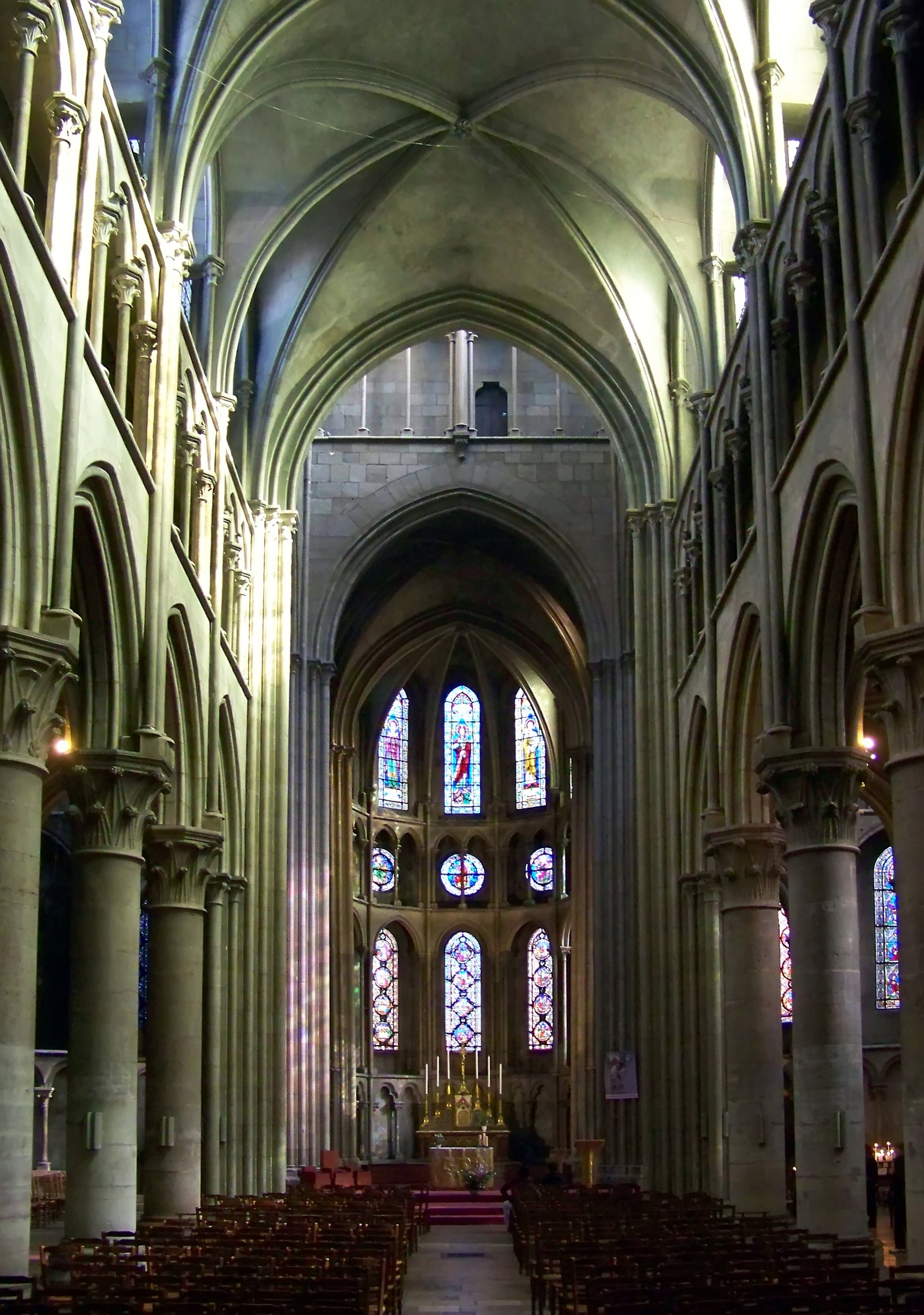
Veduta dell'interno.

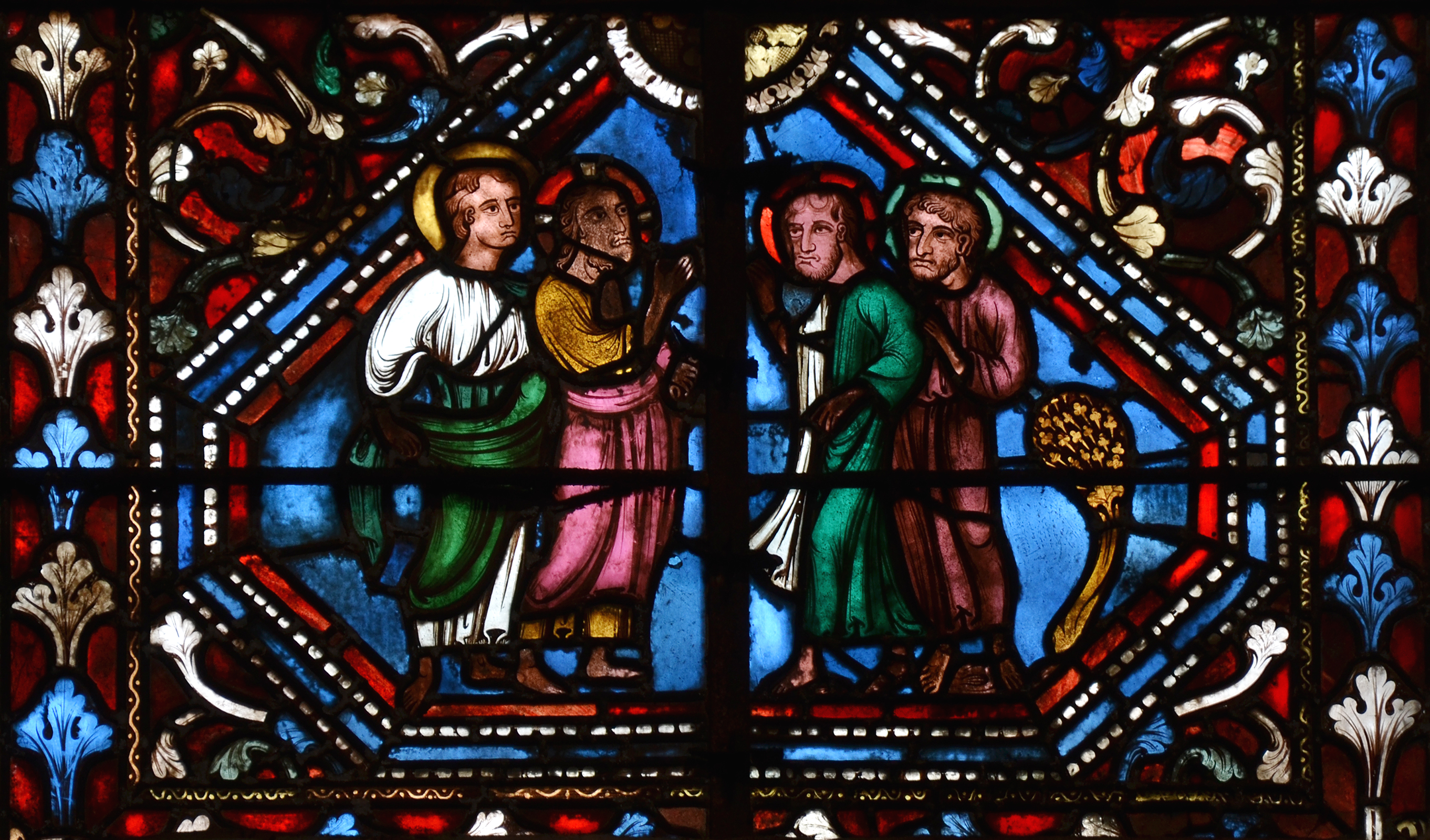
Dettaglio delle vetrate.

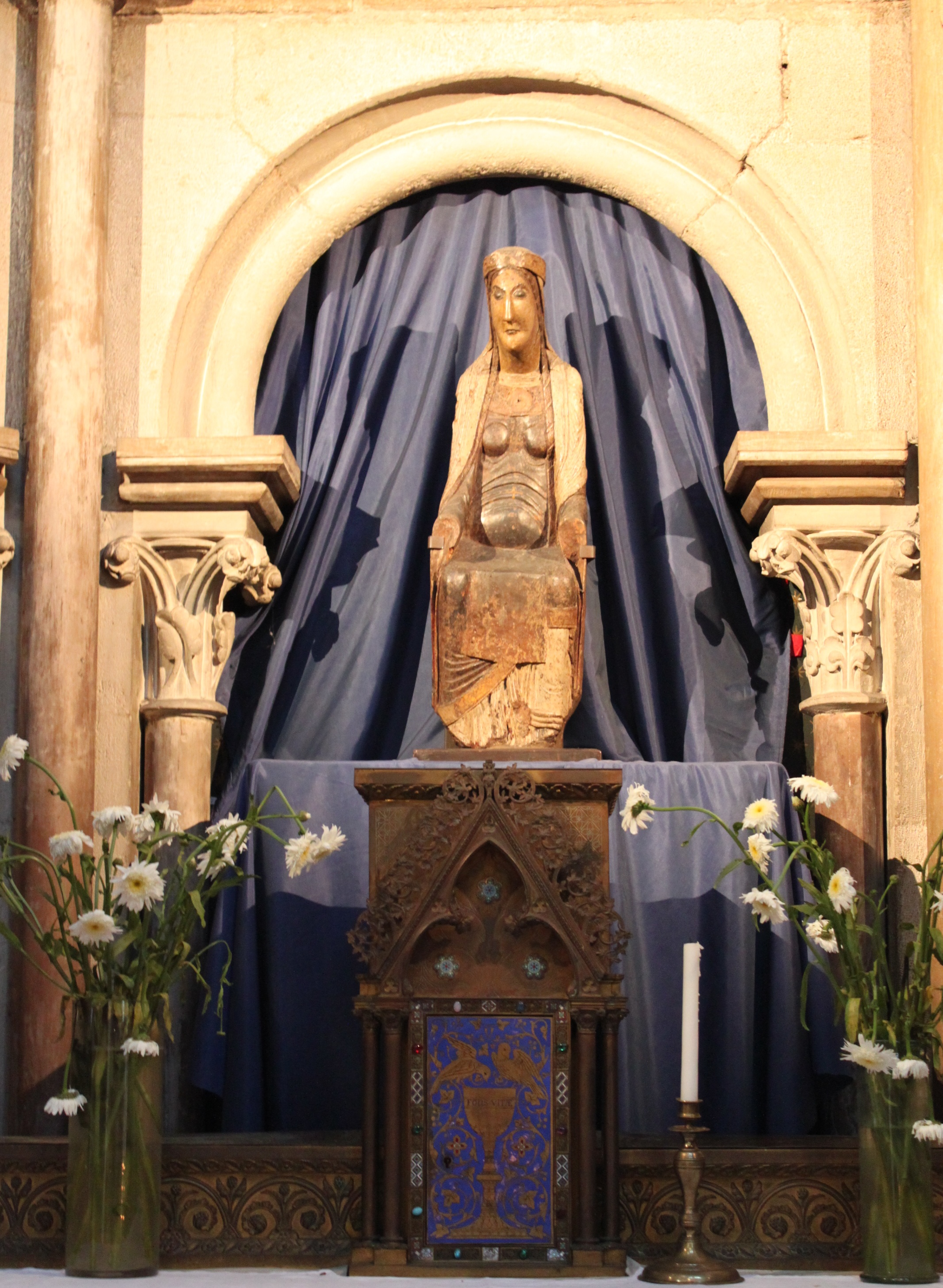
Notre-Dame de Bon-Espoir.

Sul luogo dove oggi sorge la chiesa, si trovava già prima della metà del XII secolo, all'epoca fuori della cinta muraria cittadina, una semplice cappella dedicata alla Vergine. 
Verso il 1150 questa cappella venne riedificata in stile romanico.
Nel 1220 venne iniziata la costruzione dell'attuale edificio gotico in stile borgognone. L'architetto, sconosciuto, utilizza numerose tecniche inedite, come l'uso dei pilastri invece che degli archi rampanti per lo scarico del peso delle volte. Ciò permetteva d'utilizzare al massimo la superficie del suolo per l'interno dell'edificio. Si erge su una pianta a croce latina preceduta da un portico-nartece. L'interno è diviso in tre navate da pilastri cilindrici dai grandi capitelli a fogliami che sorreggono le sei arcate ogivali, le gallerie del matroneo e il cleristorio.
Sulla crociera quattro poderosi pilastri a fascio sostengono la torre nolare dotata di tiburio aperto da otto finestre su triforio. Il transetto si presenta assai profondo e le facciate sono aperte da cinque monofore sormontate da un grande oculo.
Il coro è diviso in quattro livelli. Un basamento ornato da arcate cieche trilobate, una serie di grandi monofore, il triforio traforato nel '600 da sette oculi e il cleristorio.
La chiesa venne profondamente restaurata fra il 1865 e il 1884 dall'architetto parigino Jean Charles Laisné che lo riportò all'aspetto presunto d'origine. Abbatté gli edifici addossati, ricostruì la guglia della torre nolare e rifece tutte le sculture deteriorate.

### La facciata
La facciata, con elevazione a tre ordini, è l'unica del suo genere nell'architettura gotica francese. Sorta di schermo che nasconde la disposizione architettonica interna.
Al pianterreno è il portico, a tre fornici ogivali e volte gotiche, che conduce ai tre portali della chiesa, una volta ornati da statue e sculture andate perse nel gennaio 1794.
Al di sopra del portico si aprono due gallerie che poggiano su 17 esili colonne monolitiche dai ricchi capitelli. I tre livelli sono divisi da tre ornati cornicioni riccamente scolpiti con alternanza di metope e finte gargolle. La facciata è inquadrata da contrafforti culminanti con torrette scalari dalla copertura conica.
Sul progetto originario, dal corpo della facciata dovevano erigersi due torri gemelle, secondo il tipico schema delle facciate armoniche. Tuttavia non furono mai realizzate e ne restano che due tronconi. Su quello meridionale venne installato, nel 1383 lo Jacquemart, orologio automo che batte le ore, preso dal beffroi di Kortrijk durante l'assedio borgognone del 1382. Nel 1651 vi venne aggiunta Jacqueline; nel 1714 Jacquelinet e nel 1884 Jacquelinette che battono i quarti d'ora.

### Le vetrate
La chiesa venne munita di una preziosa serie di vetrate a partire dal XIII secolo. Oggi ne restano che 5, alle monofore del transetto settentrionale, che vennero realizzate intorno al 1235.
Da sinistra a destra, le prime tre raffigurano Episodi della Vita di San Pietro e le ultime due Episodi della Vita di Sant'Andrea.
Dal 1874 al 1897, il pittore parigino Édouard Didron realizza le nuove 58 vetrate, ispirate alle cinque originali.

## La statua di Notre-Dame de Bon-Espoir
Nella cappella a destra del coro è custodita la venerata statua di Notre-Dame de Bon-Espoir. Realizzata in legno nell'XI secolo è considerata come una delle più antiche di Francia.
In origine era seduta su un trono e teneva il Bambino sulle ginocchia. Tuttavia, già anticamente, il trono venne rimosso e lo schienale segato e sostituito da una tavola di legno. Nel XVIII secolo andarono perse le mani e nel 1794, durante la Rivoluzione francese, il Bambino.
Originariamente la scultura era dipinta con colori classici e un viso chiaro. Tuttavia, per ragioni sconosciute, Verso il XVI-XVII secolo fu dipinta di nero. Nel 1945, al momento di un restauro, la mano di nero venne tolta e mostrata la policromia d'origine. Tuttavia una leggera mano di scuro venne applicata solo al viso, per non rompere la tradizione che la vedeva ormai come una Madonna nera.

## Galleria d'immagini

Pianta della chiesa
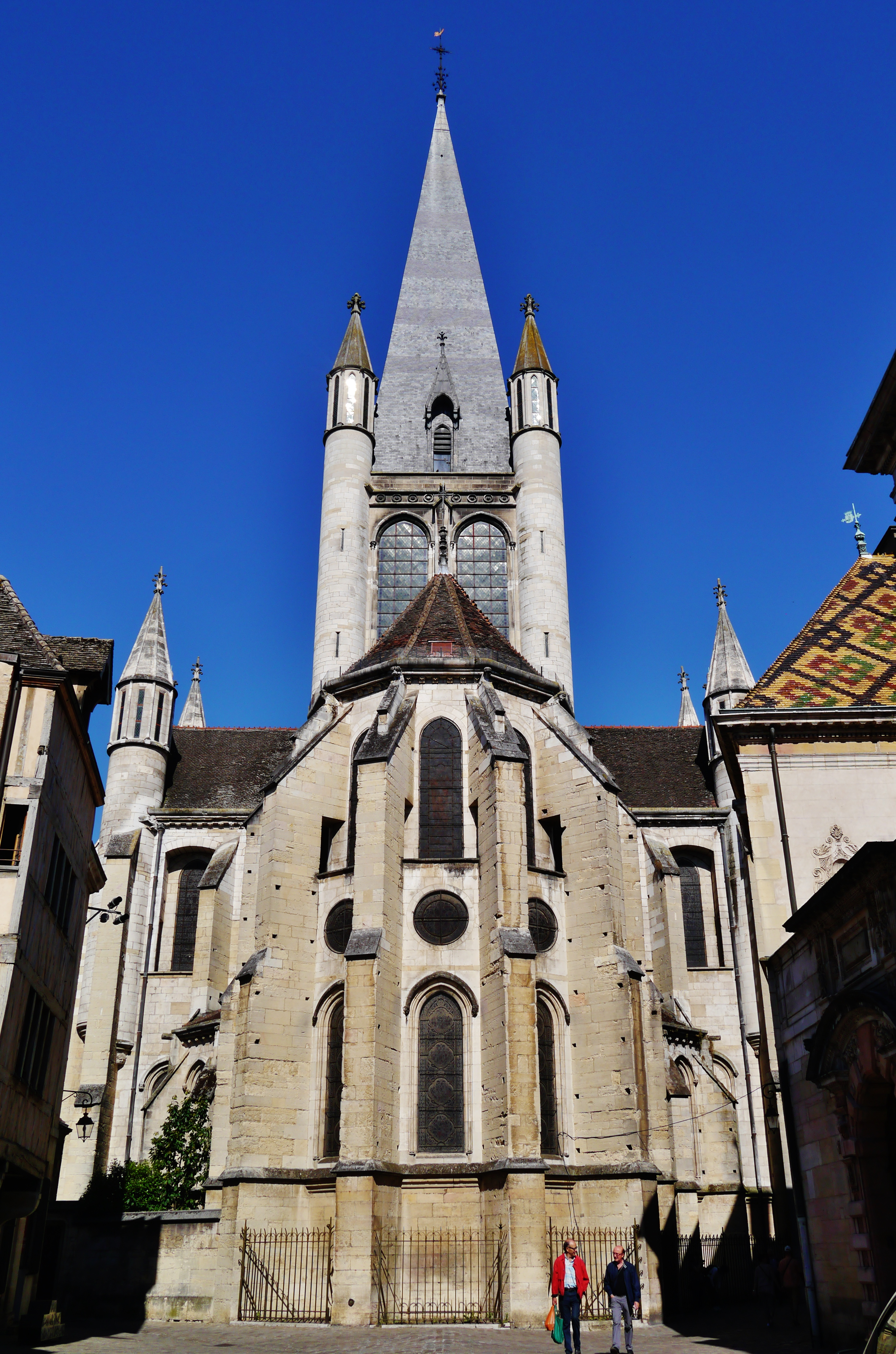
L'abside
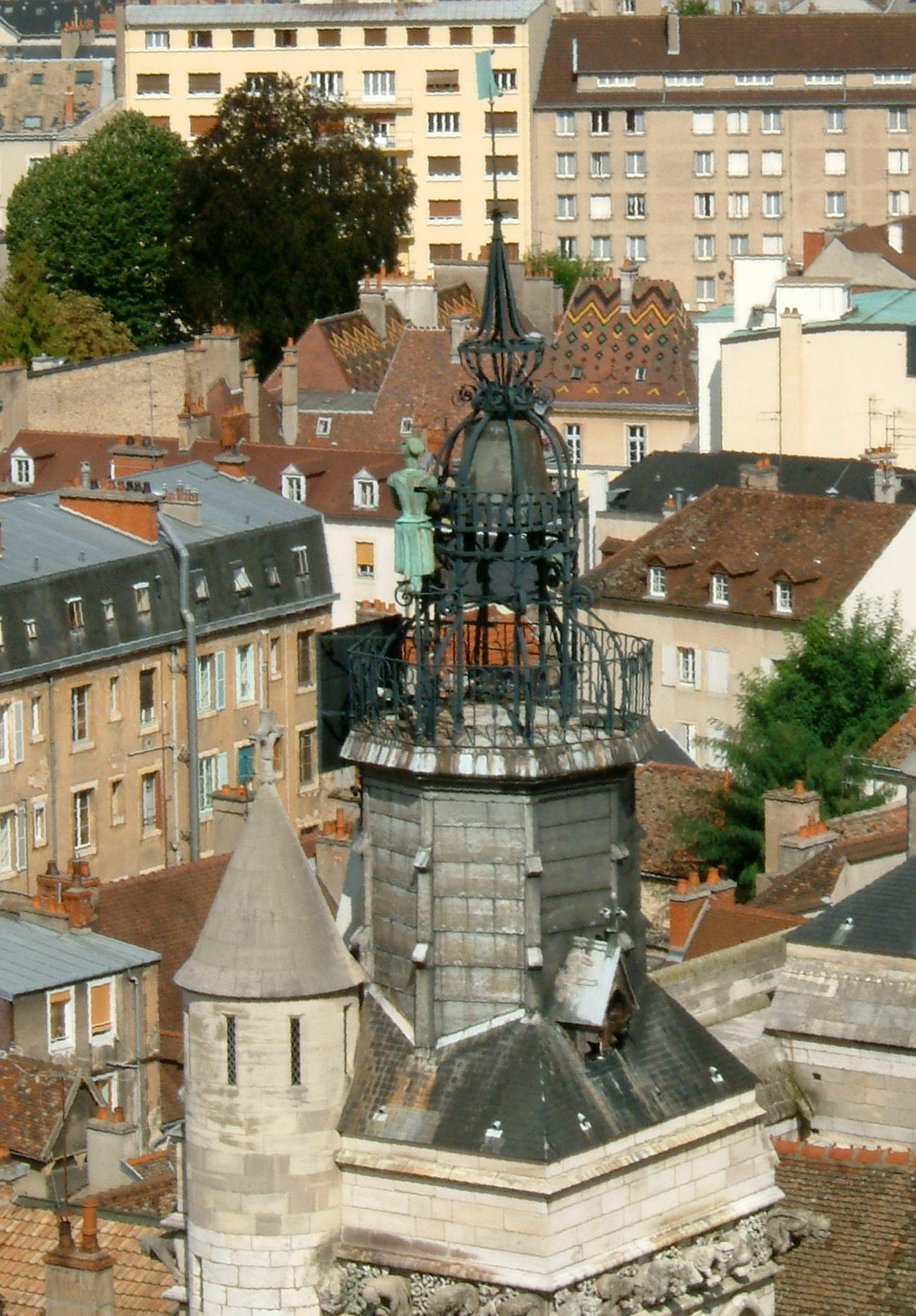
Lo Jacquemart
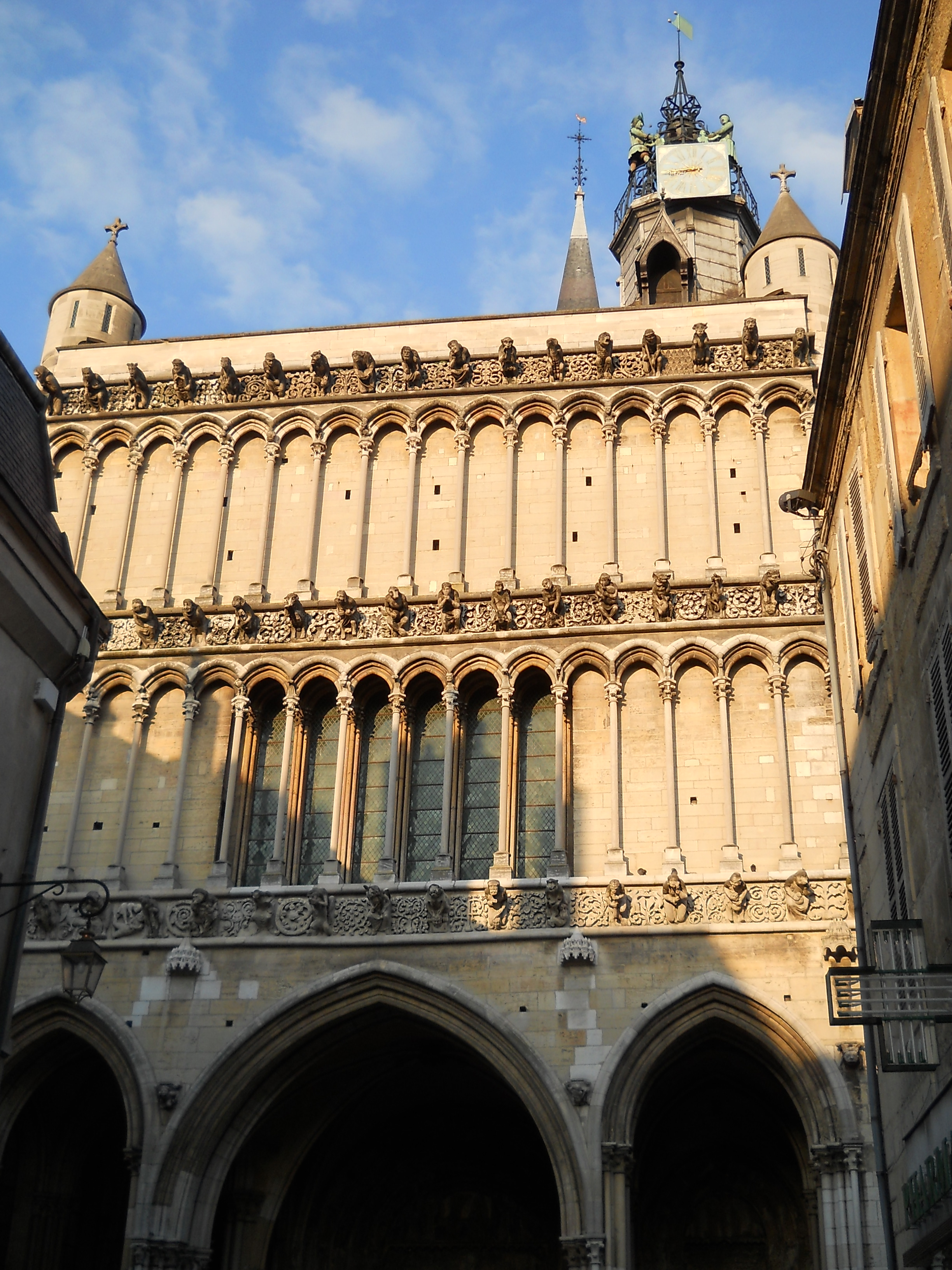
La facciata
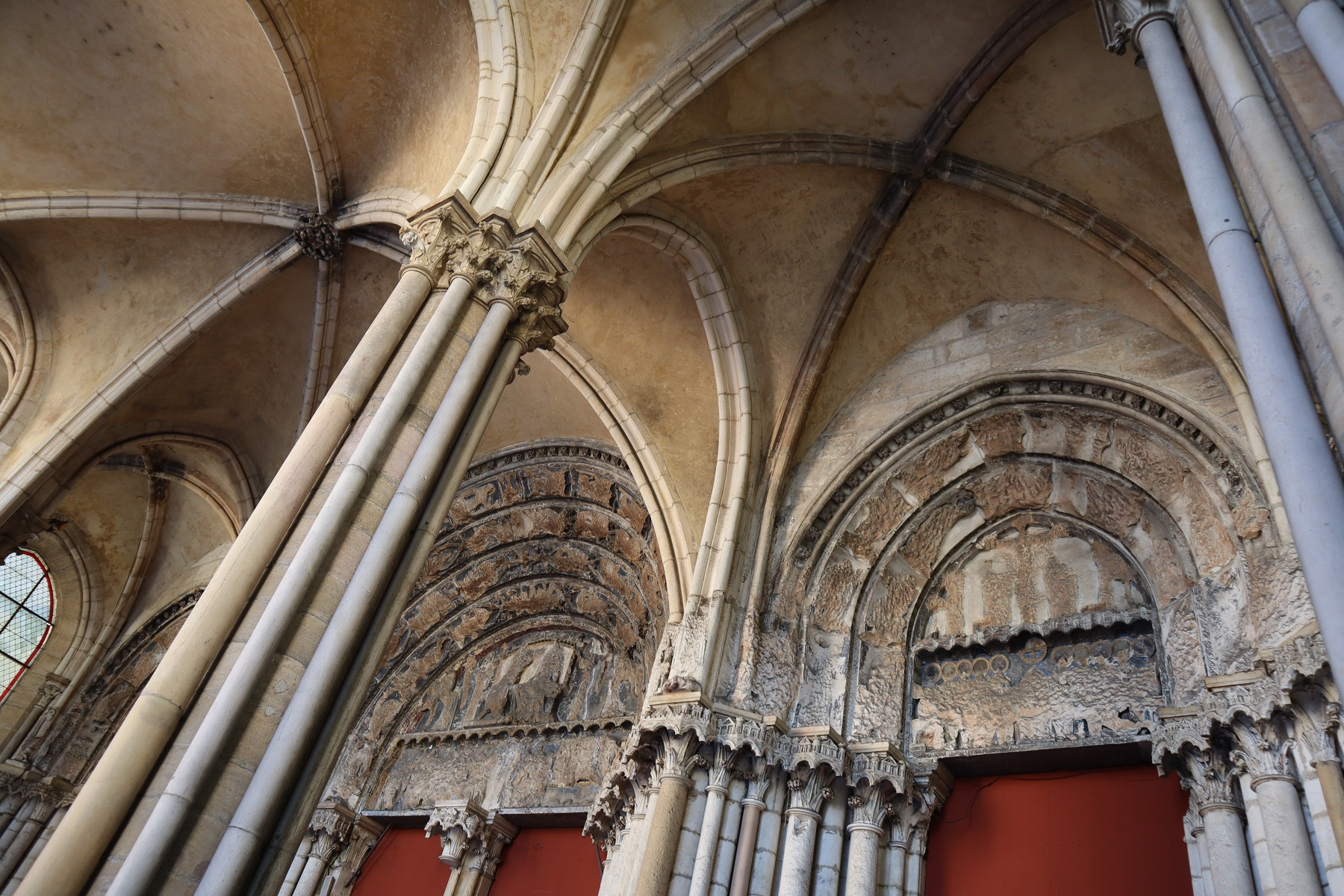
Il portico
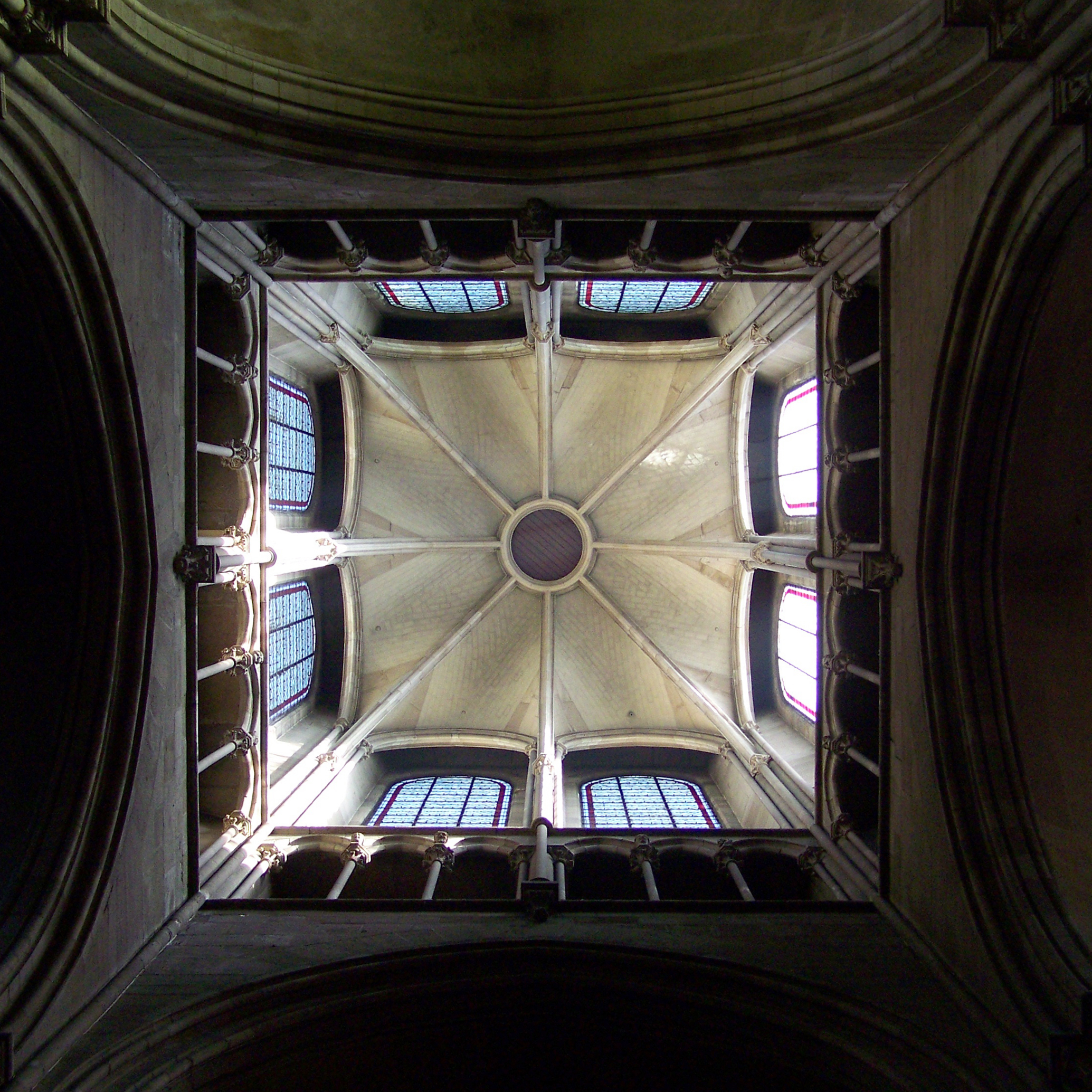
Il tiburio
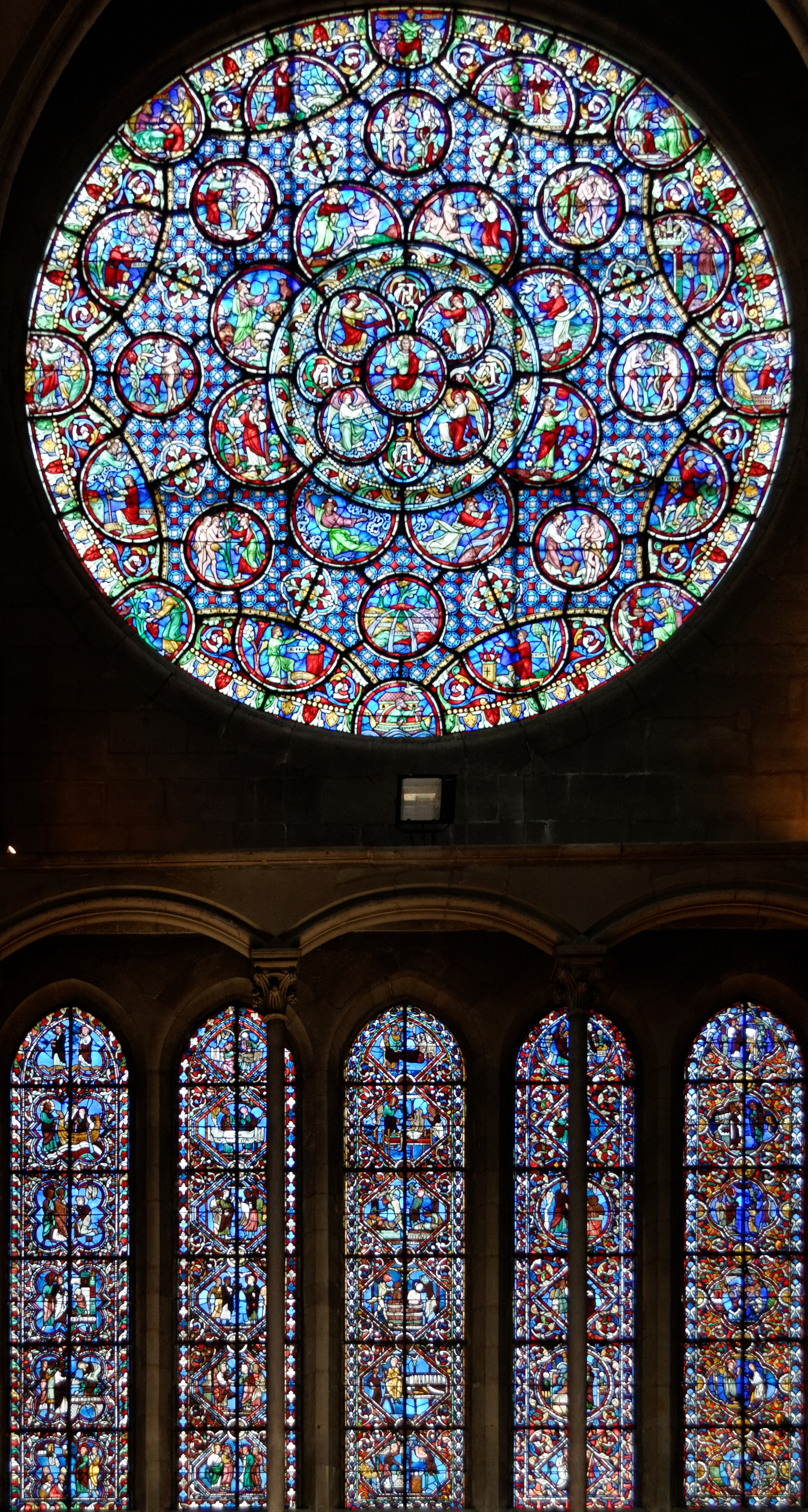
Vetrate del transetto nord